# CERH Champions League 2003-2004
La CERH Champions League 2003-2004 è stata la 39ª edizione della massima competizione europea di hockey su pista riservata alle squadre di club, l'8ª con tale denominazione. Il torneo ha avuto inizio il 14 novembre 2003 e si è concluso il 16 maggio 2004.
Il titolo è stato conquistato dal Barcellona per la quindicesima volta nella sua storia.

## Squadre partecipanti
| Nazione    | Club            | Città                | Qualificazione                                                                |
| ---------- | --------------- | -------------------- | ----------------------------------------------------------------------------- |
| Francia    | La Vendéenne    | La Roche-sur-Yon     | 1º in Nationale 1 2002-2003                                                   |
| Francia    | Mérignac        | Mérignac             | 3º in Nationale 1 2002-2003                                                   |
| Francia    | SCRA Saint-Omer | Saint-Omer           | 2º in Nationale 1 2002-2003                                                   |
| Germania   | Cronenberg      | Wuppertal            | 1º in Rollhockey-Bundesliga 2002-2003, vince i play-off, campione di Germania |
| Italia     | Bassano 54      | Bassano del Grappa   | 2º in Serie A1 2001-2002, finale dei play-off                                 |
| Italia     | Prato Primavera | Prato                | 1º in Serie A1 2001-2002, vince i play-off, campione d'Italia                 |
| Italia     | Roller Salerno  | Salerno              | 3º in Serie A1 2001-2002, semifinale dei play-off                             |
| Portogallo | Barcelos        | Barcelos             | 2º in 1ª Divisão 2002-2003                                                    |
| Portogallo | Benfica         | Lisbona              | 3º in 1ª Divisão 2002-2003                                                    |
| Portogallo | Porto           | Porto                | 1º in 1ª Divisão 2002-2003                                                    |
| Spagna     | Barcellona      | Barcellona           | 1º in OK Liga 2002-2003, vince i play-off, campione di Spagna                 |
| Spagna     | Liceo La Coruña | La Coruña            | Campione d'Europa in carica                                                   |
| Spagna     | Noia            | Sant Sadurní d'Anoia | 11º in OK Liga 2002-2003, finale dei play-off                                 |
| Spagna     | Vic             | Vic                  | 2º in OK Liga 2002-2003, semifinale dei play-off                              |
| Svizzera   | Ginevra         | Ginevra              | 2º in Lega Nazionale A 2002-2003                                              |
| Svizzera   | Uttigen         | Uttigen              | 1º in Lega Nazionale A 2002-2003, campione di Svizzera                        |
| Svizzera   | Wimmis          | Wimmis               | 3º in Lega Nazionale A 2002-2003                                              |

## Risultati

### Primo turno
| Squadra 1 | Totale | Squadra 2 | Andata | Ritorno |
| --------- | ------ | --------- | ------ | ------- |
| Wimmis    | 6 - 14 | Mérignac  | 4 - 9  | 2 - 5   |

### Ottavi di finale
| Squadra 1       | Totale          | Squadra 2       | Andata | Ritorno |
| --------------- | --------------- | --------------- | ------ | ------- |
| Barcellona      | 16 - 2          | Ginevra         | 10 - 1 | 6 - 1   |
| Bassano 54      | 2 - 4           | Prato Primavera | 1 - 2  | 1 - 2   |
| Benfica         | 7 - 4           | La Vendéenne    | 6 - 3  | 1 - 1   |
| Liceo La Coruña | 7 - 7 (6-5 dtr) | Noia            | 3 - 1  | 4 - 6   |
| Mérignac        | 4 - 20          | Barcelos        | 0 - 10 | 4 - 10  |
| Porto           | 13 - 6          | Roller Salerno  | 9 - 0  | 4 - 6   |
| Uttigen         | 6 - 6 (4-5 dtr) | Cronenberg      | 2 - 3  | 4 - 3   |
| Vic             | 10 - 2          | SCRA Saint-Omer | 7 - 1  | 3 - 1   |

### Fase a gironi

#### Girone A
| Squadra         | Pt | G | V | N | P | GF | GS | DG  |
| --------------- | -- | - | - | - | - | -- | -- | --- |
| Barcellona      | 11 | 6 | 5 | 1 | 0 | 29 | 11 | +11 |
| Barcelos        | 8  | 6 | 4 | 0 | 2 | 36 | 15 | +21 |
| Liceo La Coruña | 5  | 6 | 2 | 1 | 3 | 27 | 18 | +9  |
| Cronenberg      | 0  | 6 | 0 | 0 | 6 | 11 | 59 | -48 |

| Prima giornata   |      |                 |
| Barcellona       | 2–2  | Liceo La Coruña |
| Cronenberg       | 2–10 | Barcelos        |
| Seconda giornata |      |                 |
| Barcelos         | 2–4  | Barcellona      |
| Liceo La Coruña  | 12–1 | Cronenberg      |
| Terza giornata   |      |                 |
| Barcelos         | 5–2  | Liceo La Coruña |
| Cronenberg       | 1–6  | Barcellona      |
| Quarta giornata  |      |                 |
| Barcelos         | 14–0 | Cronenberg      |
| Liceo La Coruña  | 1–3  | Barcellona      |
| Quinta giornata  |      |                 |
| Barcellona       | 5–2  | Barcelos        |
| Cronenberg       | 4–8  | Liceo La Coruña |
| Sesta giornata   |      |                 |
| Barcellona       | 9–3  | Cronenberg      |
| Liceo La Coruña  | 2–3  | Barcelos        |

#### Girone B
| Squadra         | Pt | G | V | N | P | GF | GS | DG  |
| --------------- | -- | - | - | - | - | -- | -- | --- |
| Porto           | 10 | 6 | 5 | 0 | 1 | 27 | 13 | +14 |
| Prato Primavera | 8  | 6 | 4 | 0 | 2 | 33 | 24 | +9  |
| Vic             | 6  | 6 | 3 | 0 | 3 | 21 | 28 | -7  |
| Benfica         | 0  | 6 | 0 | 0 | 6 | 15 | 30 | -15 |

| Prima giornata   |     |                 |
| Porto            | 3–2 | Benfica         |
| Vic              | 4–8 | Prato Primavera |
| Seconda giornata |     |                 |
| Benfica          | 3–5 | Vic             |
| Prato Primavera  | 4–5 | Porto           |
| Terza giornata   |     |                 |
| Prato Primavera  | 7–6 | Benfica         |
| Vic              | 5–3 | Porto           |
| Quarta giornata  |     |                 |
| Benfica          | 0–4 | Porto           |
| Prato Primavera  | 5–2 | Vic             |
| Quinta giornata  |     |                 |
| Porto            | 4–2 | Prato Primavera |
| Vic              | 4–1 | Benfica         |
| Sesta giornata   |     |                 |
| Benfica          | 3–7 | Prato Primavera |
| Porto            | 8–1 | Vic             |

### Final Four
La Final Four della manifestazione si è disputata a Viareggio dal 15 al 16 maggio 2004.

#### Tabellone
|  | Semifinali      | Semifinali      | Semifinali |       |            | Finale     | Finale | Finale |  |
|  |                 |                 |            |       |            |            |        |        |  |
|  | Barcellona      | Barcellona      | 3          |       |            |            |        |        |  |
|  | Barcellona      | Barcellona      | 3          |       |            |            |        |        |  |
|  | Prato Primavera | Prato Primavera | 0          |       |            |            |        |        |  |
|  | Prato Primavera | Prato Primavera | 0          |       | Barcellona | Barcellona | 3      |        |  |
|  |                 |                 |            |       | Barcellona | Barcellona | 3      |        |  |
|  |                 |                 | Porto      | Porto | 0          |            |        |        |  |
|  | Porto           | Porto           | Porto      | Porto | 0          | 7          |        |        |  |
|  | Porto           | Porto           |            |       |            |            |        |        |  |
|  | Barcelos        | Barcelos        | 4          |       |            |            |        |        |  |

#### Semifinali
| Viareggio 15 maggio 2004 | Barcellona | 3 – 0 | Prato Primavera | PalaBarsacchi |

| Viareggio 15 maggio 2004 | Porto | 7 – 4 | Barcelos | PalaBarsacchi |

#### Finale
| Viareggio 16 maggio 2004 | Barcellona | 3 – 0 | Porto | PalaBarsacchi |